# Casalattico
Casalattico là một đô thị ở tỉnh Frosinone trong vùng Lazio.
Casalattico có vị trí cách khoảng 110 km về phía đông nam của Roma và khoảng 30 km về phía đông của Frosinone. Tại thời điểm ngày 31 tháng 12 năm 2004, đô thị này có dân số 645 người và diện tích là 28,4 km².
Casalattico giáp các đô thị: Arpino, Atina, Casalvieri, Colle San Magno, Santopadre, Terelle.
Vào thập niên 1970, dân khu vực này bắt đầu tự gọi nơi này là Monforte (hay Monforte Casalaticco). Tên gọi Mortale vẫn còn được sử dụng trên một số bản đồ.